# Ocupação (protesto)

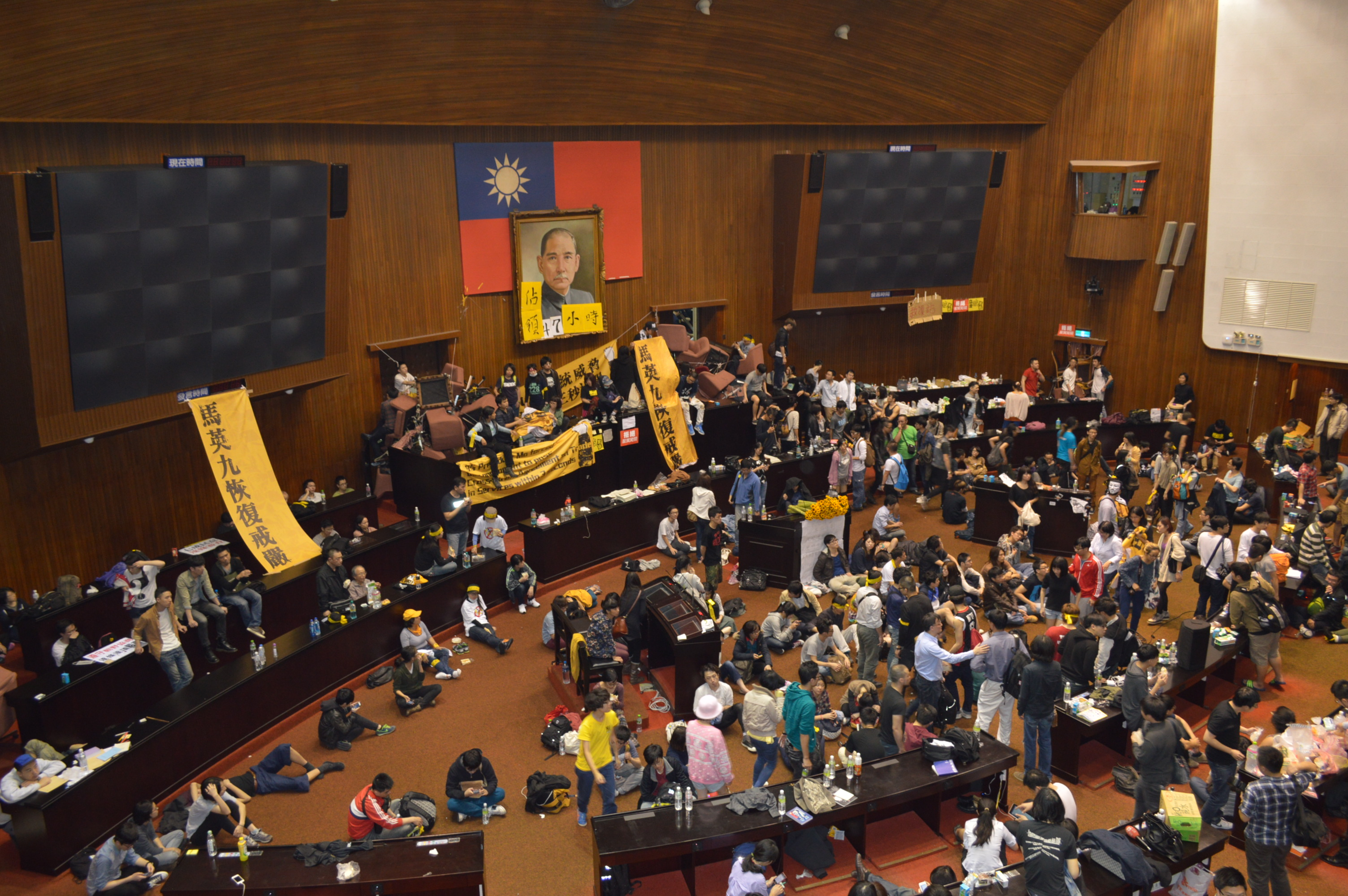
Estudantes de Taiwan ocupando o Yuan Legislativo, 2014

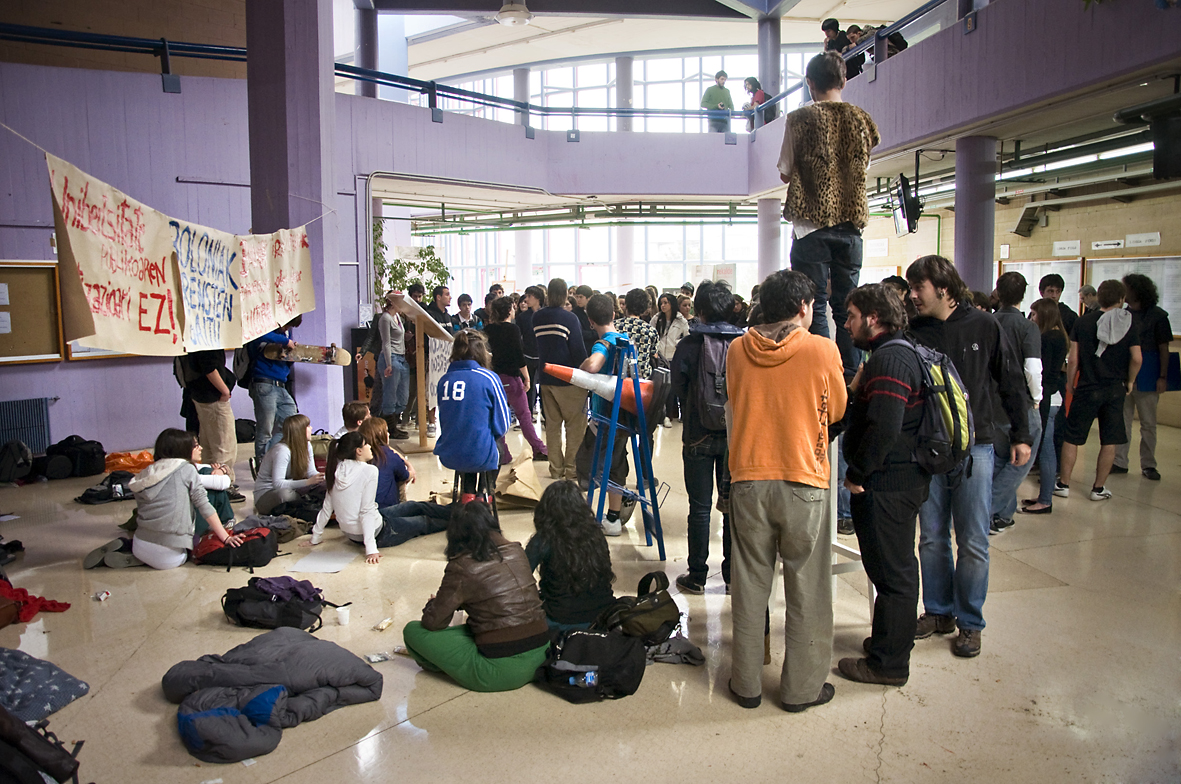
Manifestantes ocupam um edifício da Faculdade de Artes da Universidade do País Basco

Como ato de protesto, ocupação é uma estratégia frequentemente usada por movimentos sociais e outras formas de ação social coletiva para ocupar espaços públicos e simbólicos, edifícios, infraestruturas críticas como entradas de estações de trem, centros comerciais, edifícios universitários, praças e parques. Em oposição a uma ocupação militar que tenta subjugar um país conquistado, uma ocupação de protesto é um meio de resistir ao status quo e defender uma mudança na política pública. A ocupação tenta usar o espaço como um instrumento para alcançar mudanças políticas e económicas, e para construir contra-espaços nos quais os manifestantes expressam o seu desejo de participar na produção e reimaginação do espaço urbano. Muitas vezes, isto está ligado ao direito à cidade, que é o direito de habitar e estar na cidade, bem como de redefinir a cidade de formas que desafiem as exigências da acumulação capitalista. Isto é tornar os espaços públicos mais valiosos para os cidadãos em contraste com o favorecimento dos interesses do capital empresarial e financeiro.
Ao contrário de outras formas de protesto, como manifestações, marchas e comícios, a ocupação é definida por uma temporalidade prolongada e geralmente está localizada em lugares específicos. Em muitos casos, os governos locais declaram as ocupações ilegais porque os manifestantes buscam controlar o espaço por um período prolongado. Como tal, as ocupações estão frequentemente em conflito com as autoridades políticas e as forças da ordem estabelecida, especialmente a polícia. Estes confrontos em particular atraem a atenção dos meios de comunicação social.